# The Guardian (Südafrika)
The Guardian war eine 1937 in Kapstadt unter dem Namen Cape Guardian gegründete Zeitung in Südafrika, die im Verlauf ihres Erscheinens durch investigative Recherchen und Kommentare zur öffentlichen Kritik an den Apartheidverhältnissen beitrug.

## Geschichte
In der Anfangsphase begann das Blatt als eine lokale und sozialistisch orientierte Zeitung in Kapstadt, als deren thematischer Schwerpunkt die organisierte Arbeiterschaft gilt. Ihre personelle Unterstützung erhielt die Redaktionsarbeit aus linkspolitischen Kreisen, deren beteiligte Personen aus der Gewerkschaftsbewegung, den Universitäten und der Kommunistischen Partei Südafrikas (CPSA) stammten. In den 1940er Jahren gelangte sie in den Ruf, das führende Publikationsorgan der Antiapartheidbewegung zu sein, weil es bei Lesern der schwarzen, farbigen und indischstämmigen Bevölkerungsgruppe sehr verbreitet war. Durch die spätere Mitgliedschaft der Zeitungsgründer in der CPSA wurde das Blatt in den 1940er Jahren zum wichtigsten Printmedium für diese Partei, ohne jedoch ihr Parteiorgan zu sein. Deren erster Herausgeber war ein europäischstämmiges Verlagsunternehmen, das ebenso die in Kapstadt erscheinende Tageszeitung Cape Standard produzierte, das sich vorrangig an Coloured-Leser richtete. Im Jahr 1947 übernahm die Prudential Printing and Publishing Co. den Guardian; es war ein Unternehmen indischstämmiger Finanziers, dem auch der Passive Resister gehörte.
Einige Mitglieder der CPSA, wie Ruth First, Brian Bunting, Wolfie Kodesh und Rusty Bernstein, bevorzugten eine journalistische Tätigkeit bei dem radikalsozialistischen The Guardian. Ruth First orientierte sich jedoch in den 1950er Jahren durch ihre Tätigkeit bei dem Monatsjournal Fighting Talk in die politische Nähe der vom ANC angeführten Congress Alliance.
Als die Druckerei Unie Volspers im Jahr 1951 aus wirtschaftlichen Gründen geschlossen werden musste, suchte man eine neue Werkstatt. Die Drucklegung erfolgte nun durch die Druckerei des Leonard Lee-Warden, der bereits für die CPSA Aufträge ausführte. Das war ein Unternehmer, politischer Aktivist in Südafrika und Mitglied des Congress of Democrats. Er hatte mit seinem Unternehmen wiederholt ökonomische Probleme, die sich auch auf die Herausgabe des Guardian auswirkten. Sein persönliches politisches Engagement führte ihn 1954 als Native Representative (deutsch: „Eingeborenenrepräsentant“) für die Kapprovinz in deren Parlament.
Zu den aufgegriffenen Themen gehören der Alexandra-Bus-Boykott, die Skandale der Kartoffelplantagen um Bethal, die desaströsen Lebensumstände in den Slums und prekäre Arbeitsbedingungen von Sesshaften und Wanderarbeitern in Südafrika. Wegen der Reaktionen des Apartheidstaates auf ihre Berichterstattung musste die Redaktion mehrfach geschlossen und die Zeitung umbenannt werden. Die Wochenschrift The Guardian erhielt 1952 eine Bannung und erschien danach unter anderen Namen, wie People’s World, Advance, New Age und Spark. Zu den bekannteren Umbenennungen zählt der Titel New Age.
Unter den Redaktionsmitgliedern befanden sich einige bekannte Antiapartheidsaktivisten Südafrikas. Für die Redaktion der Zeitung und ihrer Nachfolgetitel waren beispielsweise tätig:
- Jean Bernardt
- Lionel „Rusty“ Bernstein (Johannesburg)
- Brian Bunting
- Sonia Beryl Bunting (Kapstadt)
- Sarah Carneson
- Ruth First
- Joe Nzingo Gqabi
- Michael Harmel
- Rica Hodgson
- Ahmed Kathrada (Johannesburg)
- Alex La Guma (Kapstadt)
- Govan Mbeki (Port Elizabeth)
- Hettie McCleod
- Wilton Mkwayi (Port Elizabeth)
- Gagathura Mohambry Naicker (Durban)
- Pauline Podbrey
- Robert Resha (Johannesburg)
- Albie Sachs (Kapstadt)
- Ivan Schermbrucker
- Dawood Seedat (Durban)
- Walter Sisulu (Johannesburg)
- Brian Somana
- Eli Weinberg (Johannesburg)
- Cecil Williams (Johannesburg)